# غاف سفندري الورق
غاف سفندري الورق (الاسم العلمي: Prosopis ruscifolia)، نوع من جنس الغاف: شجرة شوكية حشيشية بقولية مهمة جدًا، موطنها المناطق شبه الاستوائية في غران تشاكو في بوليفيا، تشاكو بوريال الباراغوايية وشمال وسط الأرجنتين وشمال شرق البرازيل. إنها تزدهر في التربة الرملية القاحلة وتقاوم الجفاف، ولديها نظامًا جذريًا عميقًا للغاية.
هي شجرة شوكية متساقطة الأوراق ذات تاج مفتوح أو مستدير أو مستطيل؛ يمكن أن تنمو بطول 5-12 مترا. يمكن أن يصل قطر جذعها الأسطواني المستقيم 70-90 سم.
تنتج الشجرة أخشابًا ذات نوعية جيدة تُحطب من البرية وتُستخدم محليًا. تؤكل بذورها أحيانًا، والنبات له استخدامات طبية، والشجرة رائدة ومتفوقة في تجديد الغابات.